# BR-235
A BR-235 é uma rodovia transversal brasileira que liga Aracaju, em Sergipe, ao Campo de Provas Brigadeiro Velloso em Novo Progresso, no Pará. Ao longo do seu percurso, atravessa os estados de Sergipe, Bahia, Pernambuco, Piauí, Maranhão, Tocantins, além do Pará.
Foi por muito tempo uma das rodovias mais abandonadas e ignoradas do Brasil. Não havia asfalto na maior parte da rodovia, e ainda há trechos inexistentes. Até 2016, basicamente só havia asfalto no Estado de Sergipe, e na Bahia, entre Petrolina e Remanso. Com a ascensão econômica da região do MATOPIBA, vem ganhando importância e a atenção do Governo Federal, que vem asfaltando a rodovia rapidamente. Atualmente está 90% pronta na Bahia (existe 12km em leito natural entre Caché e a cidade de Jeremoabo, e da mesma Jeremoabo até a divisa com Sergipe, 4 desvios relativos a construção de pontes). Liga Sergipe e à cidade de Juazeiro (BA), seguindo para Casa Nova, Remanso (BA), até Guaraí (TO). No Maranhão ainda não há nenhum trecho pavimentado da rodovia, enquanto que no Pará o único trecho existente é o pequeno trecho de 21 km entre a travessia do rio Araguaia (via balsa) e a cidade de Santa Maria das Barreiras.

## Importância econômica
A rodovia liga os portos do Nordeste brasileiro com a região de Juazeiro, Petrolina e Casa Nova, que é importante produtora de frutas e também de caprinos e ovinos; com a região do MATOPIBA (sul do Maranhão e Piauí, oeste da Bahia e Tocantins) que é uma importante produtora de soja, milho e algodão, entre outros produtos; e com a BR-153, sendo um importante eixo logístico brasileiro.

## Atualidade

### Sergipe
Nos 123 km dentro do estado de Sergipe, a rodovia é 100% pavimentada a vários anos.

### Bahia
Em fevereiro de 2021 ainda havia cerca de 128 km da rodovia no trecho da Bahia sem asfalto. No estado da Bahia havia cerca de 658,4 km de rodovia implantada, entre a divisa com Sergipe até perto da divisa com o Piauí. Até meados de 2016, apenas o trecho entre Petrolina e Remanso era asfaltado. A partir do governo Temer em 2017, mas principalmente a partir do Governo Bolsonaro em 2018, a rodovia ganhou importância logística e começou a ser totalmente pavimentada. Em fevereiro de 2021, foram asfaltados 77,6 km no leste baiano, entre Jeremoabo e Canché. Nesta altura, o projeto, dividido em dez lotes, que visava deixar pavimentados todos os 658,4 km de extensão da rodovia no estado da Bahia, estava com oito lotes pavimentados (do 1 ao 8), totalizando 530,9 km asfaltados. Em agosto de 2021, haviam 62,3 km entre as cidades de Campo Alegre de Lourdes e Remanso recebendo pavimentação, com previsão de conclusão até o fim de 2022.  Em abril de 2024, o DNIT concluiu a pavimentação de 45 kms do trecho.

### Piauí
No Piauí, ainda há um trecho da rodovia que nunca havia sido implantado (ou seja, a rodovia não existia): 150 km entre as cidades de Caracol, Guaribas e Bom Jesus. Em agosto de 2021, os 20 km entre a divisa BA/PI e Caracol foram implantados e asfaltados.  Em dezembro de 2020, foram implantados e pavimentados 46,55 km entre Caracol e Guaribas. Estava prevista a execução do restante da extensão da rodovia (82,96Km), de Guaribas até a cidade de Bom Jesus.   De Bom Jesus, a rodovia existe e é asfaltada, continuando por 290 km (usando o traçado da BR-135) até a cidade de Santa Filomena, na divisa com o Maranhão. Em maio de 2021 foi finalizada e liberada ao tráfego a ponte sobre o Rio Parnaíba, que liga Santa Filomena (PI) a Alto Parnaíba (MA).

### Maranhão e Tocantins
Em todo o Maranhão e em parte do Tocantins, a maior parte da rodovia ainda não existe e/ou não é pavimentada, só possuindo asfalto entre as cidades tocantinenses de Guaraí, que beira a BR-153 (uma das mais importantes ligações com a BR-235), a Pedro Afonso- TO.  O Trecho entre Pedro Afonso -TO e Alto Parnaíba -MA encontra-se com 80 km aberto, sendo que  essa rodovia começou a se construída em 1989. O atual estagio da BR 235 TO E MA encontra -se com o EVTEA ( Estudo de Viabilidade Econômico e Ambiental ) aprovado, sendo agora a fase de Contratação do Projeto de Engenharia.  Atualmente o trecho mais próximo ligando Pedro Afonso-TO a Alto Parnaíba-MA ocorre por um desvio de 379 km passando pelas rodovias TO-010 e TO-245, sendo a maior parte em estrada de terra.

## Recuperação
De acordo com o DNIT, órgão responsável pela rodovia, está prevista a recuperação e complementação total da BR-235  o que facilitará o acesso e a integração entre o litoral sergipano e, mais notadamente a capital Aracaju, com regiões densamente povoadas do interior do norte-nordeste brasileiro, tais como o pólo de Juazeiro-Petrolina das divisas entre os estados da Bahia e Pernambuco a 422km da capital sergipana, de São Raimundo Nonato, cidade às margens do Parque Nacional Serra da Capivara, mais importante patrimônio pré-histórico do Brasil, que se localiza no estado do Piauí e a 778km do litoral e Palmas, capital do Tocantins a 1637 km do início da rodovia na capital sergipana. Por fim, a BR-235 tem seu fim no estado do Pará, ao passar por regiões que lutam por suas respectivas autonomias federativas: Carajás e Tapajós.

## Favorecimento da integração inter-regional
Com a recuperação e implementação efetiva da rodovia, ocorrerá a modernização e estímulo à interiorização do crescimento populacional e econômico das localidades contempladas no norte-nordeste ocasionando, dessa forma, um novo ciclo de desenvolvimento em todo um grande rincão do Brasil.